# Gentiana wangchukii
Gentiana wangchukii là một loài thực vật có hoa trong họ Long đởm. Loài này được E.Aitken & D.G.Long mô tả khoa học đầu tiên năm 1996.